# Medico di Potrone
Medico de Potrone (en latín, Medicus; Potrone, 1046 - Potrone, 1102/1121), es considerado el fundador de la familia Médici.

## Semblanza
Medico fue el castellano (el encargado de mantener una fortaleza en manos de sus señores) de Potrone (o Petrone), en nombre de los señores feudales de Mugello, los Ubaldini.
Respecto al origen de su nombre, o más probablemente de su apodo, existe una antigua tradición popular según la cual "Medico" hacía alusión a ciertas habilidades curativas que poseía este personaje.
La tradición fue consolidada por los genealogistas de la familia, apareciendo como una confirmación del linaje carolingio de los Médici, quienes afirmaban que descendían de un hijo ilegítimo de Carlomagno: las habilidades curativas de hecho fueron consideradas en la Edad Media como una prueba segura de linaje real. Sin embargo, esta tradición debe considerarse fantasiosa y carente de cualquier fundamento histórico.